# Großer Hecht
Der Große Hecht ist ein Straßenbahn-Triebwagentyp in Großraumbauweise, der im Dresdner Straßenbahnnetz eingesetzt wurde. Er wurde im September 1930 auf der Tagung des Verbandes deutscher Verkehrsverwaltungen vorgestellt. Mit den vielfältigen technischen Neuerungen brach mit diesen Wagen eine neue Epoche im Straßenbahnbau an. Die über 15,5 Meter langen Fahrzeuge sind an den Enden stark verjüngt, sodass sie nach den Hechtwagen bei der Eisenbahn mit ähnlichem Grundriss ihren geläufigen Namen erhielten.

## Geschichte
Nach dem Ersten Weltkrieg setzte in den Vereinigten Staaten und in Europa die individuelle Motorisierung ein. In den 1920er Jahren wurden Automobile und Omnibusse zu einer ernst zunehmenden Konkurrenz für die Straßenbahnbetriebe, die meist nur einen recht veralteten Fuhrpark vorweisen konnten.
Die Neuentwicklung eines Straßenbahnwagens mit einer hohen Reisegeschwindigkeit, guten Fahreigenschaften, großem Fassungsvermögen, mehr Sicherheit und besserem Fahrkomfort war notwendig.
Ende der 1920er Jahre entwickelten die Dresdner Straßenbahn AG, die Waggonbaufirma Christoph & Unmack in Niesky und die Sachsenwerk Licht- und Kraft AG Niedersedlitz unter der Leitung von Professor Alfred Bockemühl, dem damaligen Direktor der Dresdner Straßenbahn AG, diesen neuen Fahrzeugtyp.
Die Entwicklungskosten des Hechtwagens betrugen wenige tausend Reichsmark, im Gegensatz zu den Entwicklungskosten von über 750.000 US$ für den PCC-Straßenbahnwagen (1932–1936, Vorläufer des T4D). Trotzdem waren die Testergebnisse sehr zufriedenstellend.
Am 23. Dezember 1929 wurde der erste große Hechttriebwagen (Nummer 1701) nach Dresden geliefert. Am 6. Juli 1930 folgte der zweite Wagen. Diese beiden Fahrzeuge wurden auf der Eillinie E15 zwischen Coswig und Hauptbahnhof ausgiebig getestet.
1931 schaffte die Dresdner Straßenbahn AG 22 weitere Große Hechte an; die Triebwagen 1703 bis 1714 baute die Firma Christoph & Unmack in Niesky, während die Triebwagen 1715 bis 1724 in der Waggonfabrik Linke-Hofmann-Busch in Bautzen hergestellt wurden. In den Jahren 1932 und 1933 wurden weitere neun Triebwagen bestellt. Bei den Wagen 1725 bis 1729 lieferte Christoph & Unmack nur die Kastengerippe und die Dresdner Straßenbahn AG komplettierte sie in ihren eigenen Werkstätten. Die Wagen 1730 bis 1733 wurden wieder komplett geliefert. Die elektrische Ausrüstung kam vom Sachsenwerk.
Im Zweiten Weltkrieg wurden acht Hechtwagen total zerstört. Um die Straßenbahnlinie 11 wieder komplett mit diesen Wagen bestücken zu können, fertigte der VEB Lowa Waggonbau Görlitz zwei weitere Hechttriebwagen (1726 und 1727). Diese wurden im Oktober 1954 ausgeliefert.
Formgleiche Beiwagen wurden nicht entwickelt. Christoph und Unmack lieferte große Stahlbeiwagen mit besonderem Laufgestell, einem Achsstand von 3500 mm und einer Länge über Kupplung von 12 400 mm für den Betrieb mit den großen Hechtwagen.

## Technische Merkmale

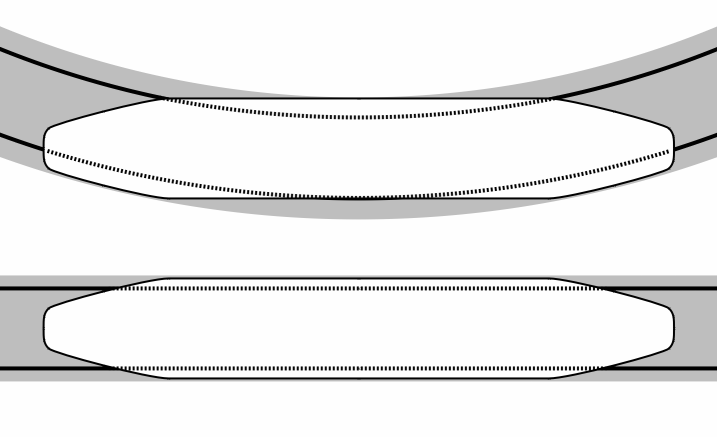
Schemazeichnung der Bauform eines Hechtwagens aufgrund des vorgegebenen Lichtraumes (grau)

Das vierachsige Drehgestellfahrzeug ist 15.500 mm lang (LüK), 2150 mm breit und 2990 mm hoch. Der Wagenkasten verjüngt sich an den Plattformen auf 560 mm, damit auch in Bögen eine gefahrlose Begegnung mit entgegenkommenden Zügen möglich ist. Die Fußbodenhöhe im Wageninnenraum beträgt mit den ursprünglichen, gleitgelagerten Drehgestellen 700 mm. Bei der späteren Modernisierung erhielten die Wagen neue Drehgestelle mit rollengelagerten Radsätzen. Die Fußbodenhöhe stieg bei diesen Triebwagen auf 760 mm. Das Fahrzeug wiegt im Leerzustand 21 Tonnen und bietet insgesamt 111 Fahrgästen Platz (36 Sitz- und 75 Stehplätze).
Einen beachteten Fortschritt stellt die halbautomatische Steuerung des Straßenbahnwagens dar. Für die gewünschte hohe Beschleunigung und Geschwindigkeit zu erzielen, erhielten die Hechtwagen vier Halbspannungsmotoren – das sind zwei ständig in Reihe geschaltete Fahrmotore – mit einer Leistung von je 55 kW. Das Kernstück ist der elektromechanisch betriebene Unterflurzentralfahrschalter. Dieses Gerät hat einen getrennten Fahr- und Bremsschalter und ist unterflur in Wagenmitte untergebracht. Der 16-stufige Fahrschalter wird mittels Drucktasten in der Fahrerkabine über ein elektromagnetisches System angesteuert. Die Schaltgeschwindigkeit regelt ein Stromwächter abhängig von der Belastung selbsttätig. Die Drehung der Fahrwalze spannt eine Rückzugfeder, die, wenn das Bremspedal betätigt wird, die Fahrwalze zurück in die Nullstellung bringt. Der ebenfalls 16-stufige Bremsschalter wird über ein Pedal angesteuert, das über ein Gestänge verbunden ist. 
Diese Grundidee der Steuerung wurde zwar den (damals noch in Entwicklung befindlichen) PCC-Wagen entnommen, jedoch für die Verhältnisse in Deutschland erheblich modifiziert: Anders als bei den amerikanischen Entwicklungen ging es nicht um eine möglichst starke Annäherung an Fahr- und Bremsverhalten eines einzelnen Personenkraftwagens.
Das Fahrzeug ist mit drei voneinander unabhängigen Bremssystemen ausgestattet: der elektrischen Widerstandsbremse als Betriebsbremse, vier Magnetschienenbremsen und einer Feststellbremse, wobei letztere nur manuell bedient werden kann. Die erste Tür wird über einen Kettenzug durch den Fahrer bedient, die hinteren Türen können von den Fahrgästen geöffnet und geschlossen werden.
Um den gesamten Fahrzeugraum effektiv auszunutzen, kann der jeweils nicht benötigte hintere Führerstand eingeklappt werden.
Da der Hechtwagen als Drehgestellfahrzeug ausgeführt ist, werden die Fahreigenschaften auf gerader und kurviger Strecke als „sehr gut“ beschrieben: Auf ebener Strecke ist ein vollbesetztes Fahrzeug für eine Maximalgeschwindigkeit von 70 km/h zugelassen. Allerdings wurde vom Fahrpersonal bereits kurz nach Indienststellung berichtet, dass „die Hechte“ auf der Überlandlinie 15 nach Weinböhla (heutige Linie 4) Geschwindigkeiten von bis zu 120 km/h erreicht haben sollen. Der offizielle Rekord steht bei 98 km/h, gemessen bei Testfahrten auf der Königsbrücker Landstraße. Dieser Wert gilt bis heute als Geschwindigkeitsweltrekord für Straßenbahnwagen.

## Einsatz
Der planmäßige Linieneinsatz der Großen Hechte erfolgte ab dem 20. Oktober 1931 auf den Linien 11 (Hauptbahnhof–Bühlau), 15 (Niedersedlitz–Weinböhla) und teilweise auf der Linie 25 (Trachau–Gruna, später Radebeul West–Leuben).
Bei den Luftangriffen von Februar bis April 1945 wurden acht große Hechtwagen zerstört (1704, 1710, 1716, 1725, 1727, 1728, 1729, 1730). Der stark beschädigte Wagen 1732 wurde 1951 vom VEB Lowa Waggonbau Bautzen wieder aufgebaut. Nach einer Umnummerierung im Jahr 1952 endete die Fahrzeugreihe der Großen Hechte vorerst mit der Wagennummer 1725.
Mit den verbliebenen 25 Hechtwagen konnte aber der Fahrzeugbedarf der Linie 11 nicht mehr gedeckt werden. Deshalb begann 1953 im VEB Lowa Waggonbau Görlitz der Nachbau von zwei Großen Hechttriebwagen. Im Oktober 1954 wurden diese Triebwagen mit den Nummern 1726 und 1727 nach Dresden geliefert.
Anfang der 1950er Jahre traten bei den ersten Hechtwagen Verschleißerscheinungen auf. Es zeigten sich Risse an den Drehgestellrahmen, so dass in Zusammenarbeit mit dem VEB Waggonbau Görlitz neue Drehgestelle konstruiert wurden. Diese Drehgestelle mit geschweißten Rahmen sind an wichtigen Stellen verstärkt und erhielten eine neue Federung. Eingebaut wurden die Drehgestelle bei der Generalreparatur (1951–1954), bei der die Hechte auch eine neue Innenbeleuchtung, eine Kleinspannungsanlage und neue Sitzbezüge erhielten. Mit der Entscheidung des RGW, die Produktion von Straßenbahntriebwagen in der Tschechoslowakei zu konzentrieren und der folgenden Auslieferung der Tatrawagen (für Dresden: T4D) ab 1967 wurden in Dresden die „Hechtwagen“, auch auf Grund ihres Alters, aus dem Linienverkehr verdrängt. Nach über 40 Jahren Dienstzeit hatten die meisten der großen Hechttriebwagen über 3 Millionen Kilometer im Dresdner Streckennetz zurückgelegt, mit der „Linienreform“ von 1969, die sich auch auf die „T4D“ ausrichtete, war das Ende ihres planmäßigen Linieneinsatzes geplant und erfolgte schließlich 1974.
Heute sind noch der Wagen 1702 im Verkehrsmuseum Dresden und der Wagen 1716 mit dem Beiwagen 1314 betriebsfähig im Straßenbahnmuseum Dresden erhalten. Die Wagen 1701, 1710, 1712, 1719, 1720 und 1722 hatten bis zu ihrem Ende noch die originale Lederbestuhlung.

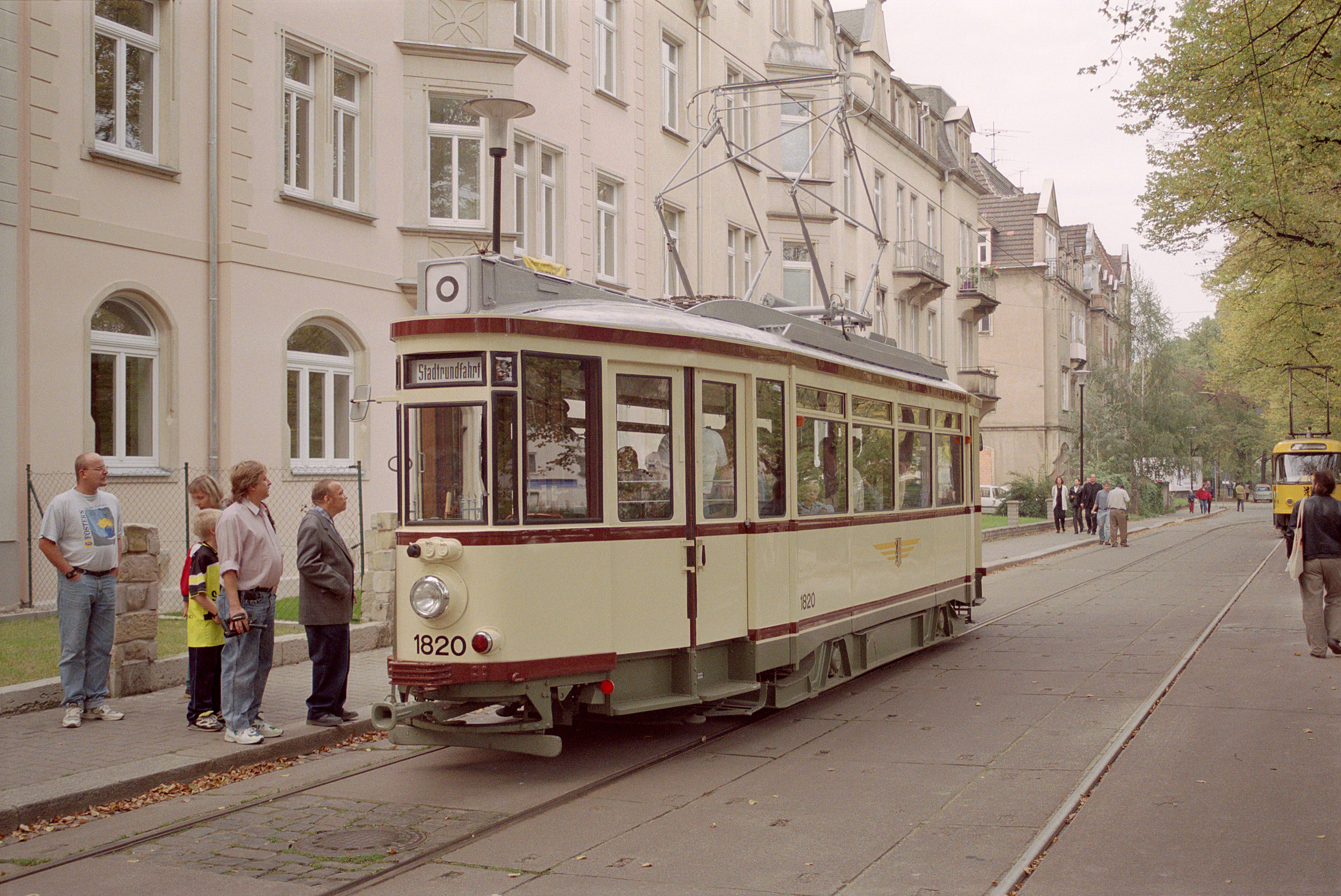
Der Kleine Hecht für weniger frequentierte Linien

## Kleiner Hecht
Der kleine Hecht wurde von 1934 bis 1938 für weniger frequentierte Linien gebaut und optisch an den großen Hecht angepasst. Jedoch liefen diese Wagen auf zwei statt vier Achsen, sie verfügten dementsprechend über nur zwei Fahrmotoren mit je 55 kW und 24 statt 36 Sitzplätze. Die Länge beträgt 12,68 m statt 15,50 m. Wie in den großen Hechten gab es lederbezogene Sitzbänke und sogar Vorhänge an den Fenstern. Ausgemustert wurden die Wagen bis Anfang der 70er Jahre. Vorhanden ist heute nur noch der in Bautzen gebaute Wagen 1820, der für Sonderfahrten zur Verfügung steht.